# Filipjeva crucis
Filipjeva crucis is een rondwormensoort uit de familie van de Xyalidae. De wetenschappelijke naam van de soort is voor het eerst geldig gepubliceerd in 1985 door Blome & Schrage.